# تشارلز عزرا غريني
تشارلز عزرا غريني (بالإنجليزية: Charles Ezra Greene) هو مهندس أمريكي، ولد في 12 فبراير 1842 في كامبريدج في الولايات المتحدة، وتوفي في 1903 في آن آربر في الولايات المتحدة.